# Евригалинні види

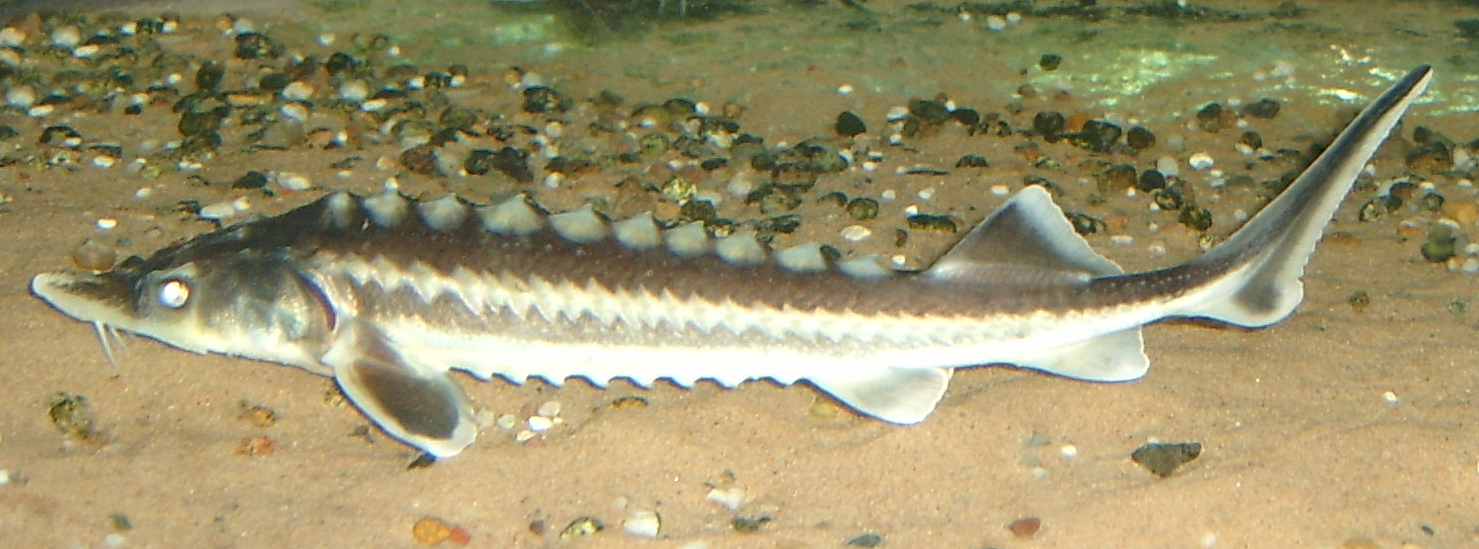
Осетер російський — типовий евригалинний вид риб

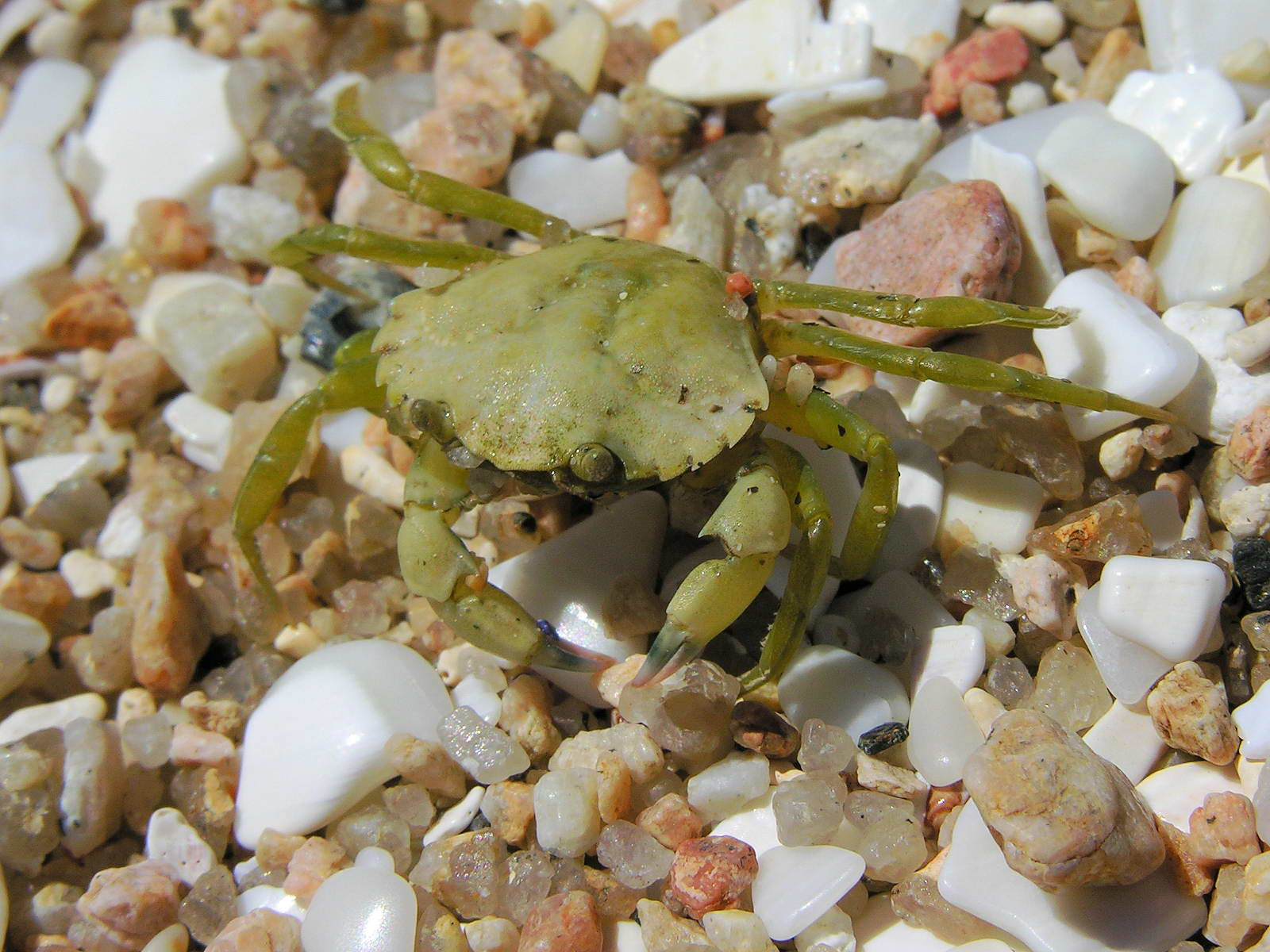
Трав'яний краб прибережний (Carcinus maenas) — прибережний евригалинний вид крабів

Евригалинні види — організми, що здатні адаптуватись до широкого спектра солоності. Прикладом може бути евригалинна риба молінезія (Poecilia sphenops), яка здатна жити у прісній воді, солонуватій воді, а також у морській воді. Поширений у Європі трав'яний краб прибережний (Carcinus maenas) є прикладом евригалинних безхребетних, оскільки здатен існувати як у морській воді, так і солонуватій. Евригалинні організми зазвичай поширені у лиманах, гирлових ділянках річок і припливних зонах, де солоність є нестабільною. Деякі організми є евригалинними завдяки своєму життєвому циклу, оскільки мігрують між прісними і морськими водами, як наприклад лососеві, осетрові та вугрі.
Протилежним до евригалинності є термін «стеногалинні види» — це види, що здатні існувати лише у вузькому діапазоні солоності. Стеногалинними є більшість прісноводних організмів, які гинуть потрапляючи до моря, а також більшість морських організмів є стеногалинними і не можуть існувати в умовах розпріснення.